# Transaminasenanstieg
Von einem Transaminasenanstieg spricht man in der Medizin, wenn im Rahmen einer Enzymdiagnostik die Spiegel von Aspartat-Aminotransferase  (Abk. GOT, ASAT oder AST) oder Alanin-Aminotransferase (Abk. GPT, ALAT oder ALT) im Blut erhöht sind. Die konkrete Höhe der Messwerte, der zeitliche Verlauf der Transaminasenspiegel und die Relation zueinander, aber auch der Vergleich mit anderen Messparametern sind von diagnostischer Bedeutung.

## Grundlagen
Transaminasen (Syn. Aminotransferasen) katalysieren eine häufige biochemische Reaktion im Intermediärstoffwechsel aller lebenden Organismen. Aus dieser umfangreichen Gruppe von Enzymen spielen zwei in der medizinischen Diagnostik, insbesondere zur Erkennung von Herz- oder Lebererkrankungen eine große Rolle. Beide Enzyme finden sich innerhalb der Zellen zahlreicher Gewebearten entweder frei im Zytosol oder an Mitochondrien gebunden. Ein Transaminasenanstieg deutet daher auf eine Schädigung der entsprechenden Zellen (nur dabei ist ein Austritt der Enzyme in relevanter Menge ins Blut möglich) hin. Die laborchemische Bestimmung der Transaminasen im Blut erfolgt indirekt mittels photometrischer Messung der Enzymaktivität (messbarer Stoffumsatz pro Zeitintervall). Daher wird das Ergebnis einer Analyse auch nicht in Gewichtseinheit (Enzym) pro Volumeneinheit (Blutserum) angegeben, sondern in „Aktivitätseinheiten“  pro Volumeneinheit Blutserum (U/l). Auch die deutsche Schreibweise „Einheiten pro Liter“ (E/l) findet sich in der aktuellen Literatur. Die Normwerte der Transaminasen sind methodenabhängig, liegen jedoch bei beiden in aller Regel nicht über 40 U/l. Die Transaminasen sind milchgängig.
In der Literatur finden sich für GOT und GPT synonym verwendete Bezeichnungen, die jedoch im klinischen Sprachgebrauch seltener verwendet werden:
- GOT (Glutamat-Oxalacetat-Transaminase): S-GOT (Serum-Glutamat-Oxalacetat-Transferase), ASAT, AST (Aspartat-Aminotransferase)
- GPT (Glutamat-Pyruvat-Transaminase): S-GPT (Serum-Glutamat-Pyruvat-Transferase), ALAT, ALT (Alanin-Aminotransferase)

## Bedeutung
In Leber (GOT und GPT) und Herz (nur GOT) finden sich Transaminasen in besonders hoher Konzentration. Daher spielen sie zu Diagnostik von Erkrankungen beider Organe, die mit einer Zellschädigung einhergehen, eine große Rolle. Die GOT findet sich zusätzlich in diagnostisch relevanter Menge auch in der quergestreiften Muskulatur.

### Leberdiagnostik
GOT und GPT gelten dabei neben der GLDH und der γ-GT als typische Indikatoren für eine Schädigung der Leberzellen, das Ausmaß des Anstiegs korreliert mit dem Ausmaß der Schädigung. Gelöst im Zytoplasma finden sich in der Leber GOT und GPT, an Mitochondrien gebunden nur die GOT, daher werden sie bei Erkrankungen in unterschiedlichem Ausmaß freigesetzt. Ihre Korrelation (GOT/GPT) beschreibt der De-Ritis-Quotient. Bei leichten Leberzellschädigungen ist er kleiner als 1, bei schweren größer als 1. Bei ausgedehnten Leberzellnekrosen (beispielsweise im Rahmen einer Virushepatitis), können die Transaminasen auf über 1000 U/l ansteigen. Ein Abfall der Laborwerte im weiteren Krankheitsverlauf kann sowohl auf eine Besserung des Zustandes, als auch auf ein beginnendes Leberversagen durch weitreichenden Untergang von Leberparenchymzellen hinweisen.

### Herzdiagnostik
Die GPT kommt im Herzmuskel nicht in relevantem Umfang vor. Daher ist bei Herzmuskelschädigungen (z. B. Herzinfarkt) nur ein Anstieg der GOT zu erwarten. Dieser Anstieg ist im Zeitraum von vier Stunden bis 3–6 Tagen nach Beginn eines Herzinfarktes nachweisbar. Kommt es nach einem Herzinfarkt zusätzlich zu einem Anstieg der GPT, so weist dies auf eine Beteiligung der Leber (z. B. Leberstauung infolge Rechtsherzinsuffizienz), oder eine begleitende Lebererkrankung anderer Art hin.

### Diagnostik von Muskelerkrankungen
Seit den 1950er Jahren sind Anstiege der GOT auch bei Erkrankungen bekannt, die die quergestreifte Muskulatur direkt betreffen, wie Muskeldystrophie und Myositis. Ein Anstieg der GOT fehlt bei neurogenen Formen von Muskelatrophien, weshalb der GOT hier eine differentialdiagnostische Bedeutung zukommt. Auch bei Traumata, die mit Schädigungen der Muskelzellen einhergehen, kann die GOT erhöht sein.

### Weitere Bedeutung
Vorübergehende oder längerfristige Transaminasenanstiege können bei zahlreichen Medikamenten, darunter Cephalosporinen, Flutamid und Gabapentin beobachtet werden. Zusatzbefundlich finden sie sich ebenfalls bei Krankheitsbildern wie dem HELLP-Syndrom.